# Réalisme fantastique
Ne doit pas être confondu avec Réalisme magique.
Le réalisme fantastique est un mouvement de contre-culture des années 1960, relayé par la revue Planète. Il se présente comme un courant de pensée et de recherche à vocation scientifique, ayant pour objet l'étude de domaines considérés comme exclus à tort par la science officielle : phénomènes paranormaux, alchimie, civilisations disparues, etc. Ses adeptes estiment parfois que le cerveau humain disposerait de pouvoirs sous-exploités, et que l'humanité a peut-être établi des contacts avec des extraterrestres, notamment sous d'anciennes civilisations disparues.

## Un courant de pensée

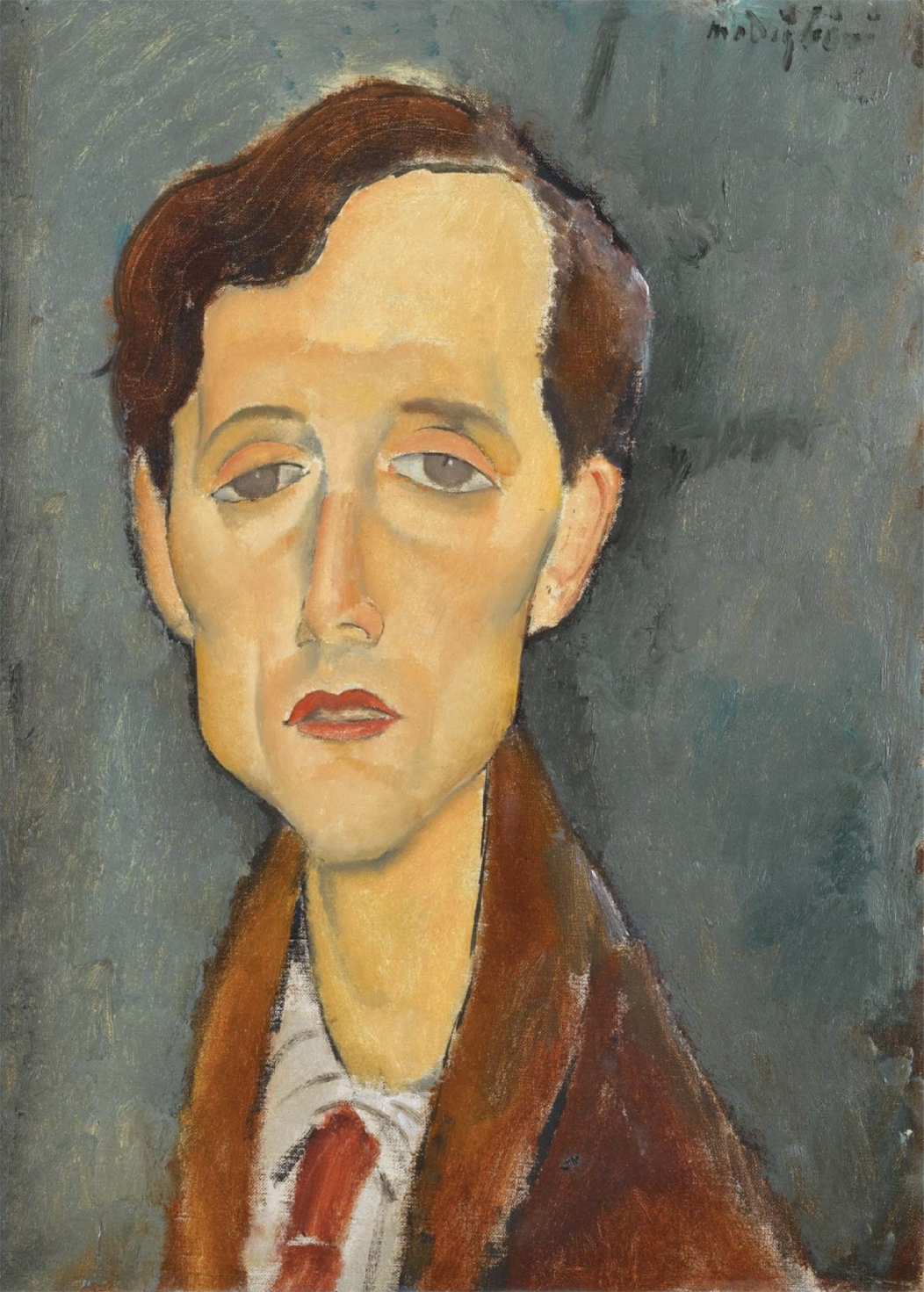
Frans Hellens, à qui Jacques Bergier attribue le terme de "Réalisme fantastique".

L'acte fondateur du réalisme fantastique fut le livre de Jacques Bergier et Louis Pauwels intitulé Le Matin des magiciens, publié en octobre 1960. C'est dans la préface de cet ouvrage qu'en apparaît le nom pour le grand public (en fait le terme était déjà présent un an plus tôt, dans l'article Pour un Réalisme fantastique de Bergier pour la revue "Fiction" numéro 63, p. 141-142). À l'origine de ce courant, l'ingénieur chimiste et écrivain, doté d'une grande culture, se posait en héritier intellectuel de Charles Hoy Fort, qui avait entrepris de recenser et d'expliquer divers phénomènes inexpliqués, et dont il a préfacé l'édition française du Livre des damnés. Bergier réussit à gagner à sa cause le journaliste Louis Pauwels (futur directeur du Figaro Magazine), qu'il a rencontré en 1954 et qui venait de publier un livre consacré au penseur ésotérique Georges Gurdjieff.
Contrairement aux auteurs classiques qui s'orientaient vers une approche fantastique du récit comme Balzac,, Maupassant, Goethe ou E.T.A. Hoffmann, les théoriciens du « réalisme fantastique » s'attachaient à démontrer l'influence du surréel sur le réel et non à l'illustrer par le biais de fictions. Dans leur ouvrage fondateur, Pauwels et Bergier soulignaient d'ailleurs que le terme « fantastique » devait être compris avec une autre définition : « On définit généralement le fantastique comme une violation des lois naturelles, comme l’apparition de l’impossible. Pour nous, ce n’est pas cela du tout. Le fantastique est une manifestation des lois naturelles, un effet du contact avec la réalité quand celle-ci est perçue directement et non pas filtrée par le voile du sommeil intellectuel, par les habitudes, les préjugés, les conformismes. »
Les idées du réalisme fantastique sont inspirées par de nombreux auteurs cités dans Le Matin des magiciens : penseurs ésotériques ou mystiques et essayistes (Georges Ivanovitch Gurdjieff, Charles Hoy Fort, Pierre Teilhard de Chardin), personnalités scientifiques (l'anthropologue Loren Eiseley, le biologiste J. B. S. Haldane), écrivains de science-fiction (John Buchan, H. P. Lovecraft, Arthur C. Clarke, Walter M. Miller), conteurs (Jorge Luis Borges), etc.
Si le sociologue Jean-Bruno Renard n'établit pas un lien direct entre le réalisme fantastique et le New Age, le philosophe Wouter Hanegraaff et le sociologue Damien Karbovnik y voient une certaine mitoyenneté,.

## La revuePlanète

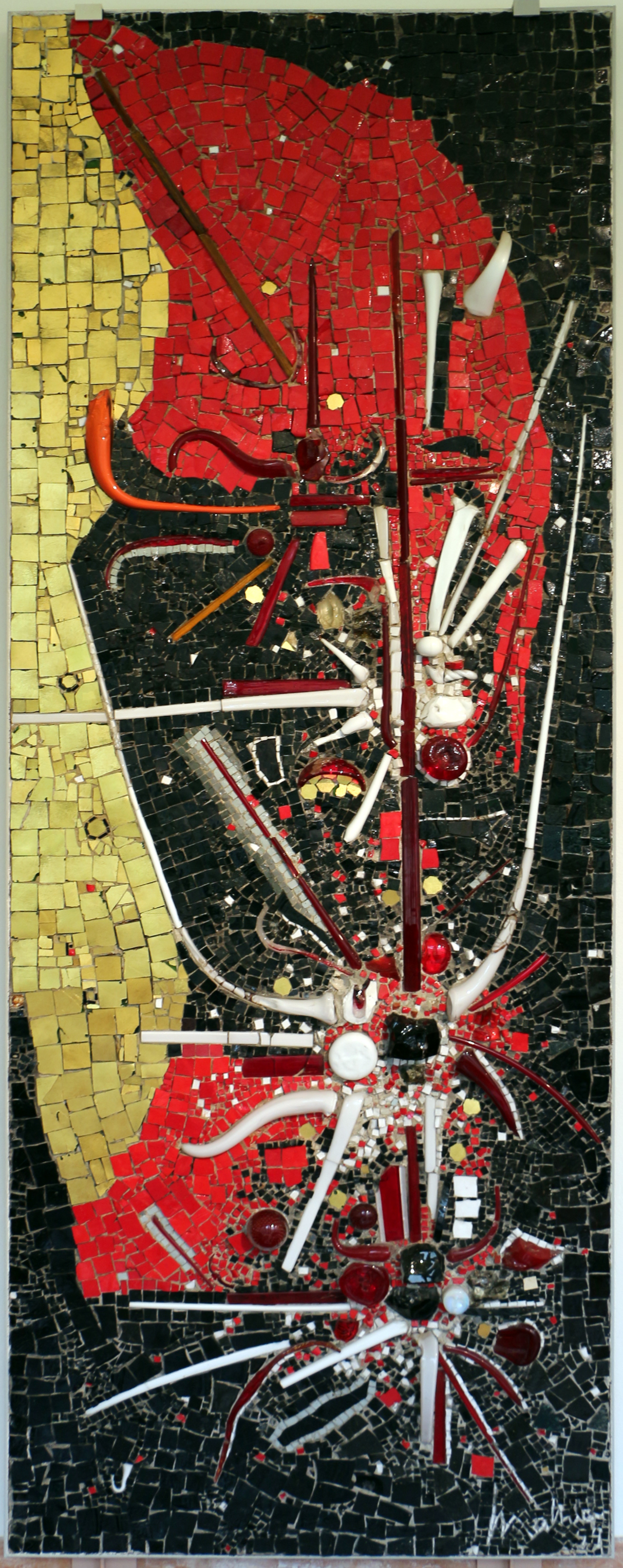
Une mosaïque de Georges Mathieu (1959), qui se réclame du réalisme fantastique.

Le succès inattendu et rapide du Matin des magiciens incita ses auteurs à créer en mars 1961 une revue consacrée entièrement au réalisme fantastique : la revue Planète, qui dépassera les 100 000 exemplaires par numéro.
La publication de cette revue va créer l'environnement favorable à l'émergence d'un mouvement culturel regroupant d'autres auteurs et des artistes comme Pierre Clayette, Monasterio, Triffez, Jean Gourmelin et Claude Verlinde. D'autres peintres sont revendiqués par les tenants du réalisme fantastique, comme Carel Willink ou Escher.
La revue Planète met par ailleurs en avant plusieurs artistes qu'elle assimile au mouvement du réalisme fantastique, comme Jean Gourmelin, Pierre-Yves Trémois, Roland Topor, Pierre Clayette et Soulages[réf. nécessaire], ainsi que des photographes comme Édouard Boubat ou Lucien Clergue. En mai 1964, le peintre Mathieu publie dans la revue un article intitulé « Je vous rejoins ». En 1973, les éditions OPTA publient un livre d’art consacré aux peintres du réalisme fantastique et en 1980, Jean-Louis M. Monod fait paraître Du surréel au fantastique - 13 peintres européens contemporains, un recueil de textes sur ces artistes, publiés auparavant dans Brès, l'édition néerlandaise de Planète entre 1973 et 1980.
Pour prolonger l'effet de mouvement et rallier le public aux idées du réalisme fantastique, Bergier et Pauwels imaginèrent les « Conférences Planète », qui se déroulaient à travers la France, dans différents pays d'Europe, au Québec et au Mexique et jusqu'en Argentine, avec la participation de J.L. Borges. Des « Dîners-débats Planète », des séjours culturels (Cefalù...) et des séries de spectacles (danses africaines vaudou...) furent aussi lancés sous l'égide de la revue.

## Discographie
- Les conférences Planète - Introduction au réalisme fantastique par Louis Pauwels à l'Odéon théâtre de France, 1963, présentation de Jean-Louis Barrault, Club national du disque - le club des jeunesses de France (33T CND).